# Хамданиды (Йемен)
Хамданиды (иногда также Хатимиды) — династия султанов средневекового йеменского государства со столицей в Сане (1099—1174 гг.). Основатель династии Хатим бин аль-Гашим аль-Хамдани (ум. 1109) происходил из арабского племени Бану Хамдан, представители которого ещё в 1088 году пришли к власти в Сане в качестве наместников династии Сулайхидов. В 1099 году Хатим I бин аль-Гашим стал независимым наследственным султаном Саны. Хамданиды признали себя вассалами фатимидского халифа.
Около 1110 года в государстве Хамданидов начались внутриплеменные смуты, в результате чего в 1111 году сын Хатима I султан Абдаллах был свергнут и его место занял младший сын Хатима I Маан. Однако против султана Маана выступил сын бывшего сулайхидского наместника кади Ахмад ибн Имран и в 1116 году султан Маан был свергнут. К власти пришёл другой хамданидский клан — Бану-л-Кубайб, представители которого правили Саной до 1139 года.
В 1139 году клан Бану-л-Кубайб был свергнут сыном кади Ахмада ибн Имрана Хатимом III, который стал новым султаном. В 1150 году Сана была захвачена зейдитским имамом аль-Мутаваккилом Ахмадом бин Сулайманом. Побеждённый Хатим III признал себя вассалом зейдитского имама.
В 1172 году махдидский правитель Абд ан-Наби бин Али осадил Аден. Султан Али бин Хатим выступил из Саны и отбил осаду Махдидов. Однако в это самое время в Йемен вторглась египетская армия Айюбидов под командованием аль-Муаззама Туран-шаха, которая 1174 году взял Сану. Свергнутый султан Али бин Хатим отступил в свои горные крепости.

## Список правителей аль-Хамдани
Наместники:
- 1088—???? гг. аль-Йам бин Шихаб, брат матери сулайхидского амира аль-Мукаррама Ахмада бин Али
- 1088—???? гг. Асад бин Шихаб, брат матери сулайхидского амира аль-Мукаррама Ахмада бин Али
- ????—???? гг. Имран

Султаны:
- 1099—1109 гг. Хатим I бин аль-Гашим
- 1109—1111 гг. Абдаллах бин Хатим
- 1111—1116 гг. Маан бин Хатим
- 1116—1124 гг. Хишам бин аль-Кубайб бин Русах
- 1124—1132 гг. Хумас бин аль-Кубайб бин Русах
- 1132—1139 гг. Хатим II бин Хумас
- 1139—1161 гг. Хамид ад-Даула Хатим III бин Ахмад бин Имран
- 1161—1174 гг. аль-Вахид Али бин Хатим